# Idrijsko hribovje
Idrijsko hribovje je približno 200 km² veliko in povprečno 648 metrov visoko sredogorje v zahodnem delu Slovenije, ki predstavlja ločnico med alpskim in dinarskim svetom. 
Na severu sega do reke Idrijce, na vzhodu je njegova meja Rovtarsko hribovje, na jugu in zahodu pa meji na Trnovski gozd. Najvišja vzpetina južnega hrbta hribovja je Planinca z nadmorsko višino 1170 m, severnega pa Jelenk z nadmorsko višino 1107 m.